# Élisabeth Filhol
Élisabeth Filhol (Mende, 1º maggio 1965) è una scrittrice francese.
Laureata presso l'Università di Parigi-Dauphine, nel 2010 la sua opera prima La centrale ha ottenuti diversi premi letterari.